# Volvera
La Volvère (en italien Volvera) est une commune italienne d'environ 8 385 habitants (2025), située dans la ville métropolitaine de Turin, dans la région Piémont, dans le Nord-Ouest de l'Italie.

## Histoire

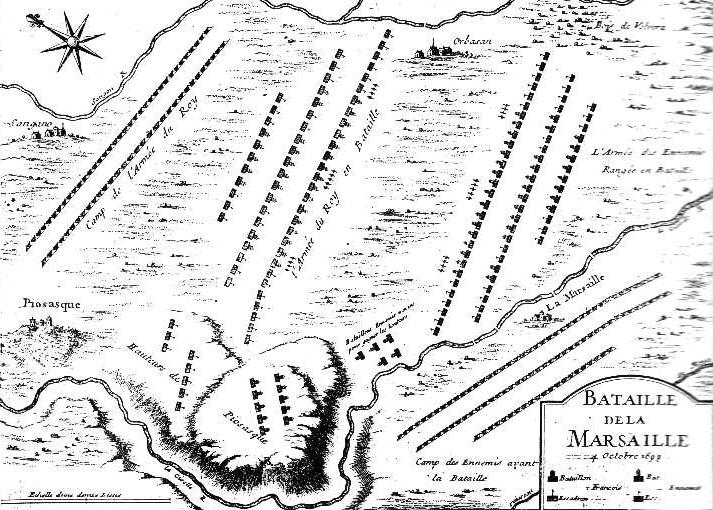
Carte de la bataille de La Marsaille.

Volvera a été le site de nombreux affrontements de troupes, parmi lesquels ceux qui ont abouti à la bataille de La Marsaille le 4 octobre 1693 qui voit la victoire des Français de Nicolas de Catinat sur Victor-Amédée II de Savoie et le prince Eugène. La Marsaille se situe sur la rive droite de la Chisola au sud de Volvera.
En 1837, une peinture de la bataille de La Marsaille est réalisée par Eugène Devéria pour la galerie des batailles du château de Versailles.

## Culture

### Monuments et patrimoine
- La Cappella Pilotti

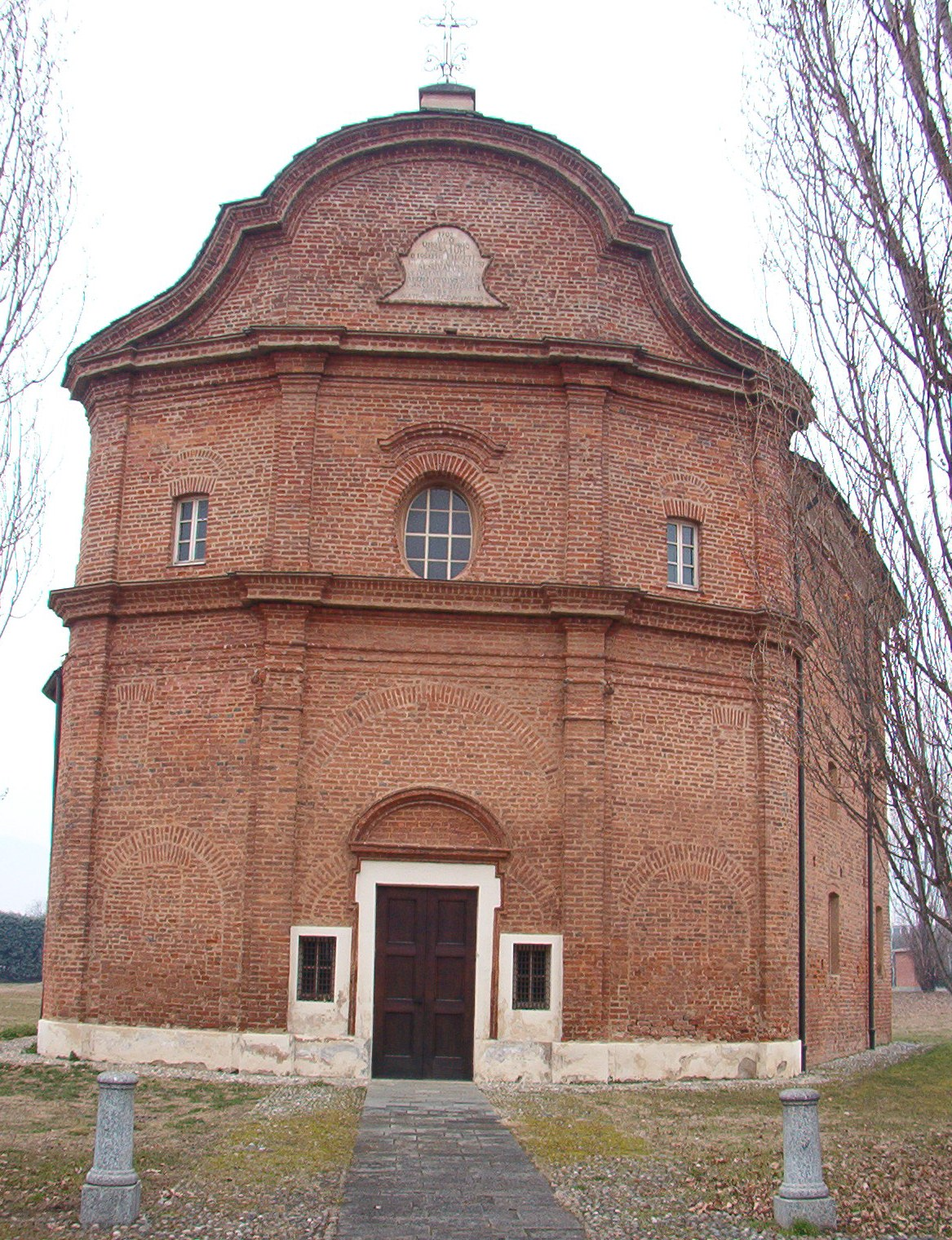
La cappella Pilotti.

La chapelle se trouve à l'extérieur du village à côté de l'autoroute Torino - Pinerolo.
Elle fut bâtie au début du XVIIIe siècle.

Eglise de l'Assomption de la Vierge Marie

### Personnalités
- Carlo Antonio Porporati (1741-1816) peintre et graveur, né dans cette ville.

## Administration

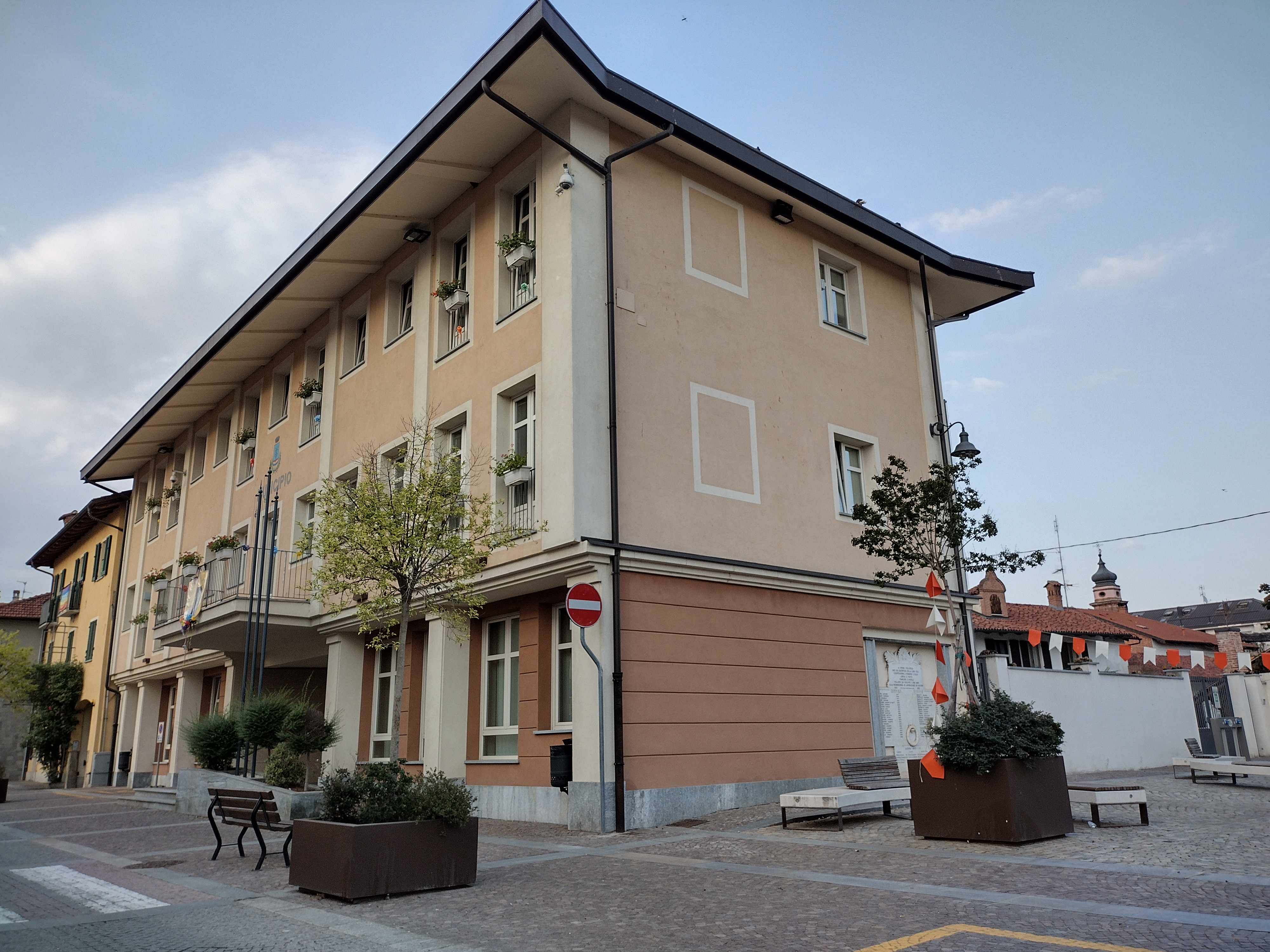
Image de la ville de Volvera.

| Période                                  | Période  | Identité            | Étiquette                    | Qualité |
| ---------------------------------------- | -------- | ------------------- | ---------------------------- | ------- |
| 10 Juin 2024                             | En cours | Francesco D'Onofrio | Liste Civique "Volverattiva" |         |
| Les données manquantes sont à compléter. |          |                     |                              |         |

### Hameaux
Baruta, Panealba, Gerbole-Zucche, Gerbole-Alte

### Communes limitrophes
Rivalta di Torino, Orbassano, Piossasco, Cumiana, None, Airasca

### Évolution démographique
Habitants recensés

## Anecdote
Une expression locale, qui trouve sans doute son origine dans le recel et l'écoulement d'objets chapardés, a fait de Volvera un peu un "trou noir" piémontais jusque dans les Alpes françaises: lorsque l'on cherche un objet disparu, ou que l'on attend livraison d'un objet qui n'arrivera jamais, on dit "É partito per Volvera" (Il est parti à Volvera).